# Národopisná Morava
Národopisná Morava byla slovácká kolaborantská etnografická skupina, která po okupaci zbytku Československa Německem v roce 1939 neúspěšně usilovala o přičlenění Slovácka ke Slovenskému státu a v době Protektorátu Čechy a Morava kolaborovala s německými okupačními úřady.
Národopisná Morava vznikla ještě před německou okupací a jejím předchůdcem byla Moravsko-slovenská společnost. V čele Národopisné Moravy stál Jan Uprka (předmnichovský člen Národní obce fašistické a syn malíře Joži Uprky), jehož nejbližším spolupracovníkem byl Vítězslav Rohan. Jednatelem skupiny byl Josef Karel Boček.

## Velké Slovensko
V den obsazení českých zemí německou armádou (15. března 1939) vydal Jan Uprka a učitel Josef Vávra v Hroznové Lhotě prohlášení o příslušnosti Moravských Slováků ke slovenskému národu a suverenitě Slovenského státu (který byl vyhlášen předchozí den) nad Slováckem. Následující den zaslali Jan Uprka, Josef Vávra a Jan Ryba Adolfu Hitlerovi dopis se žádostí o připojení Slovácka ke Slovensku.
Národopisná Morava byla podporována vedoucími činiteli Slovenského státu, zejména předsedou vlády Vojtechem Tukou a ministrem obrany Ferdinandem Čatlošem. Major Cyril Hluchý v generálním štábu slovenské armády byl pověřen úkoly souvisejícími s připojením Slovácka ke Slovensku. V Bratislavě vznikla se stejným účelem „Vedecká spoločnosť pre zahraničných Slovákov“. Koncepce Velkého Slovenska získávala v programu slovenské vlády stále širší prostor. Adolfu Hitlerovi bylo zasláno memorandum s žádostí o připojení ke Slovensku území v Protektorátu Čechy a Morava „obývaného slovenskými kmeny“. Ze slovenské strany se požadavek anexe východní Moravy objevil ještě v roce 1941, kdy slovenské ministerstvo obrany žádalo o posunutí „ochranné linie“ na spojnici Moravské Ostravy – výběžků Oderských vrchů – východní části Drahanské vysočiny a Pavlovských vrchů. Slovenské požadavky ale byly pro Německo nepřijatelné. Z hlediska Německa Morava tvořila most mezi Slezskem a Východní markou a Německo mělo vlastní koncepci poněmčení českých zemí.

## Kolaborace s Němci
Postoj Národopisné Moravy pomáhal německým okupačním orgánům v tlaku na protektorátní vládu generála Aloise Eliáše a pomáhal jim uskutečňovat vlastní záměry s oslabováním českého vlivu na východní Moravě. Do škol v této oblasti bylo zaváděno namísto spisovné češtiny jako vyučovací jazyk slovácké nářečí, čeští starostové byli vytlačováni ze svých funkcí.
V dubnu 1939 připravila Národopisná Morava memorandum pro Seyß-Inquarta ve Vídni, kde žádala spojení Moravy s Východní markou.
Postoj vedoucích činitelů Národopisné Moravy se měnil. Podle zprávy německých okupačních úřadů v Brně ze září 1939 bylo v té době jejím cílem již nikoliv spojení se Slovenskem, ale vlastní proněmecká politická koncepce.
V dalších fázích okupace českých zemí se Národopisná Morava projevovala jako kolaborantská organizace, podporovaná německou okupační správou a sama podporující politické koncepce protektorátního ministra školství a lidové osvěty a čelného českého kolaboranta Emanuela Moravce.